# Клакар
Клакар (хорв. Klakar) — населений пункт і громада в Бродсько-Посавській жупанії Хорватії.

## Населення
Населення громади за даними перепису 2011 року становило 2319 осіб. Населення самого поселення становило 272 осіб.
Динаміка чисельності населення громади:
Динаміка чисельності населення центру громади:

## Населені пункти
Крім поселення Клакар, до громади також входять: 
- Доня Бебрина
- Горня Бебрина
- Рущиця

## Клімат
Середня річна температура становить 11,17 °C, середня максимальна – 25,94 °C, а середня мінімальна – -6,41 °C. Середня річна кількість опадів – 760 мм.
| Клімат поселення                              | Клімат поселення | Клімат поселення | Клімат поселення | Клімат поселення | Клімат поселення | Клімат поселення | Клімат поселення | Клімат поселення | Клімат поселення | Клімат поселення | Клімат поселення | Клімат поселення | Клімат поселення |
| Показник                                      | Січ.             | Лют.             | Бер.             | Квіт.            | Трав.            | Черв.            | Лип.             | Серп.            | Вер.             | Жовт.            | Лист.            | Груд.            |                  |
| Середній максимум, °C                         | 6,19             | 8,56             | 13,18            | 17,81            | 22,92            | 25,94            | 25,80            | 25,09            | 21,02            | 15,66            | 9,79             | 5,71             |                  |
| Середня температура, °C                       | −0,11            | 2,29             | 6,89             | 11,50            | 16,64            | 19,66            | 21,50            | 20,80            | 16,70            | 11,38            | 5,50             | 1,40             |                  |
| Середній мінімум, °C                          | −6,41            | −4,03            | 0,57             | 5,21             | 10,32            | 13,35            | 17,20            | 16,49            | 12,43            | 7,06             | 1,19             | −2,89            |                  |
| Норма опадів, мм                              | 49               | 50               | 45               | 56               | 69               | 96               | 67               | 60               | 53               | 71               | 80               | 64               |                  |
| Середньомісячна швидкість вітру, м/с          | 1.78             | 2.00             | 2.31             | 2.28             | 2.00             | 1.90             | 1.89             | 1.70             | 1.61             | 1.69             | 1.75             | 1.80             |                  |
| Середньомісячна сонячна радіація, кДж/м²·день | 4310             | 7011             | 10952            | 15327            | 19260            | 21350            | 22314            | 20686            | 15040            | 9250             | 4846             | 3603             |                  |
| --------------------------------------------- | ---------------- | ---------------- | ---------------- | ---------------- | ---------------- | ---------------- | ---------------- | ---------------- | ---------------- | ---------------- | ---------------- | ---------------- | ---------------- |
| Джерело:                                      |                  |                  |                  |                  |                  |                  |                  |                  |                  |                  |                  |                  |                  |